# Dominik Greif
Dominik Greif, né le 6 avril 1997 à Bratislava, est un footballeur international slovaque qui joue au poste de gardien de but à l'Olympique lyonnais.

## Carrière en club

### Slovan Bratislava (jusqu'en 2021)
Greif a fait ses débuts professionnels au Slovan Bratislava contre le MFK Zemplín Michalovce le 13 mai 2016. Au cours de la s
saison 2018-2019, Greif a joué 29 des 32 matchs de la saison. 

### RCD Majorque (2021-2025)
Le 6 juillet 2021, Greif rejoint le RCD Majorque,  promu en Liga, pour cinq ans. 
Lors de la Copa del Rey 2023-2024, Greif a été forfait en raison d'une maladie gastrique. Il s’est illustré en demi-finale contre la Real Sociedad le 27 février 2024, en arrêtant un penalty de Brais Méndez en première mi-temps et de Mikel Oyarzabal au début de la séance des tirs au but. Le RCD Majorque remporte le match 5-4 et se qualifie pour  la finale.

### Olympique lyonnais (2025-)
Le 18 août 2025, Greif s’engage pour quatre ans à l’Olympique lyonnais,.

## Carrière internationale
Greif a été appelé pour la première fois en équipe nationale le 25 mai 2019 par Pavel Hapal pour affronter la Jordanie. 
Greif a fait ses débuts avec l'équipe de slovaque contre  la Jordanie le 7 juin 2019 lors d'une victoire 5-1 au stade Anton Malatinský de Trnava. Il est entré en jeu en seconde période en remplaçant Matúš Kozáčik.
Fin 2019, Greif a également joué un autre match amical contre le Paraguay.

## Palmarès
Slovan Bratislava
- Championnat de Slovaquie : 
  - Champion en 2019, 2020 et 2021.
- Coupe de Slovaquie :
  - Vainqueur en 2017, 2018, 2020 et 2021.

Individuel
- Joueur du mois Super Liga : février/mars 2020[9].
- Meilleur gardien de but de la Super Liga : 2020[10] et 2020-2021[10].
- Équipe de la saison de Super Liga : 2020 et 2021[11].